# Pan con manteca de cerdo

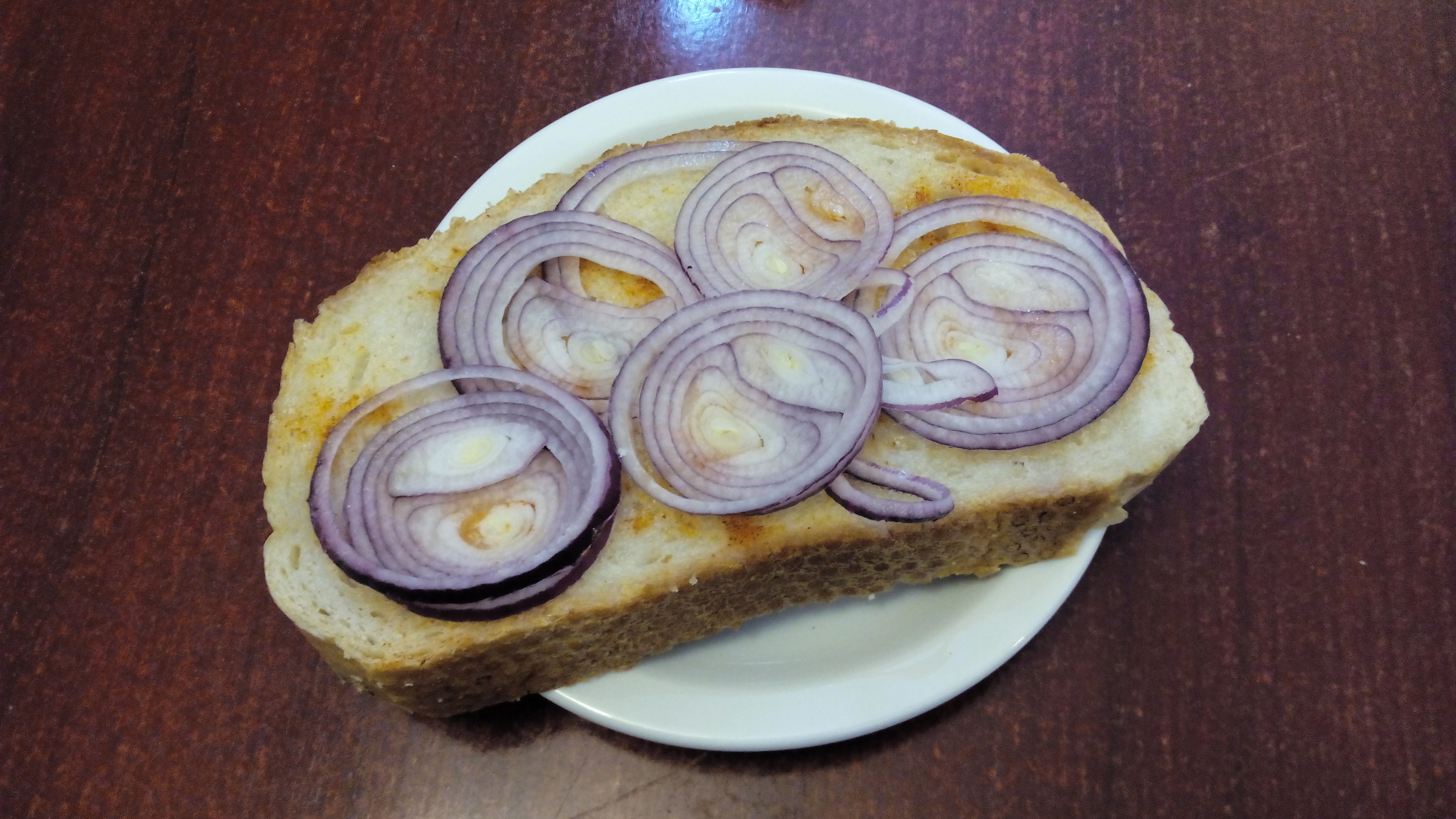
El pan con manteca de cerdo y cebolla

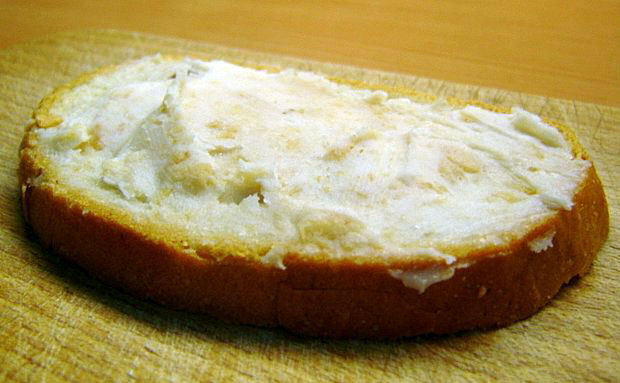
El pan con manteca de cerdo

El pan con manteca de cerdo (y cebolla) (en húngaro: zsíros kenyér; en eslovaco: mastný chlieb (s cibuľou) o chlieb s masťou (a cibuľou), dialectalmente mastný chleba s cibuľou o chleba s masťou a cibuľou) es un plato de desayuno rápido y popular de Europa Central y Oriental. Se trata de una rebanada de pan untada con manteca de cerdo (cerdo, pato o ganso), sobre la que se disponen trozos de cebolla picada y espolvoreados con sal o pimentón. Se sirve para el desayuno, como comida para llevar o para la cena. En Hungría también se sirve como snack en los pubs.